# Tano (Miyazaki)
Pour les articles homonymes, voir Tano (homonymie).
Tano (田野町, Tano-chō) était un bourg de la préfecture de Miyazaki, sur l'île de Kyūshū, au Japon.

## Géographie

### Démographie
Au 31 décembre 2005, Tano comptait 12 002 habitants, répartis sur une superficie de 108,30 km2 (densité de population de 111 hab./km2).

### Municipalités limitrophes
Le bourg de Tano est bordé à l'est par le bourg de Kiyotake (le seul du district de Miyazaki à n'avoir pas encore été absorbé par la ville), à l'ouest par la ville de Miyakonojō (et notamment l'ancien bourg de Yamanokuchi), au nord par Takaoka et au sud par les bourgs de Mimata et de Kitagō. 

### Topographie
Le bourg de Tano constitue désormais, avec l'ancien bourg voisin de Takaoka, qui lui aussi s'est fondu dans la ville, la limite occidentale de Miyazaki, ainsi que l'essentiel de son hinterland. Il est dominé par le mont Wanitsuka, qui culmine à 1 118 m et constitue un parc naturel préfectoral, et est traversé par la rivière Kiyotake. 

## Histoire
Le 1er janvier 2006, Tano a été intégré à la ville de Miyazaki.

## Économie
Le bourg de Tano est essentiellement d'un territoire péri-urbain et semi-rural, avec encore une importante activité agricole (il s'agit du premier producteur de daikon, ou radis chinois, au Japon). Le daikon revêt d'ailleurs une importance particulière dans la culture locale : la vendange d'hiver donne lieu à une cérémonie traditionnelle, au cours de laquelle les radis récoltés sont disposés sur des structures en escalier faites de bambou : les yagura. Le thé vert est l'autre importante production agricole de Tano. 

## Culture locale et patrimoine

### Événements
L'évènement culturel phare de Tano est le festival de taiko, percussions traditionnelles, organisé chaque année en août, depuis 1991.